# Clément-Édouard Bellenger
Pour les articles homonymes, voir Bellenger.
Clément-Édouard Bellenger, né le 7 novembre 1851 à Paris et mort le 24 juillet 1898 dans le 16e arrondissement de Paris, est un graveur sur bois français.

## Biographie

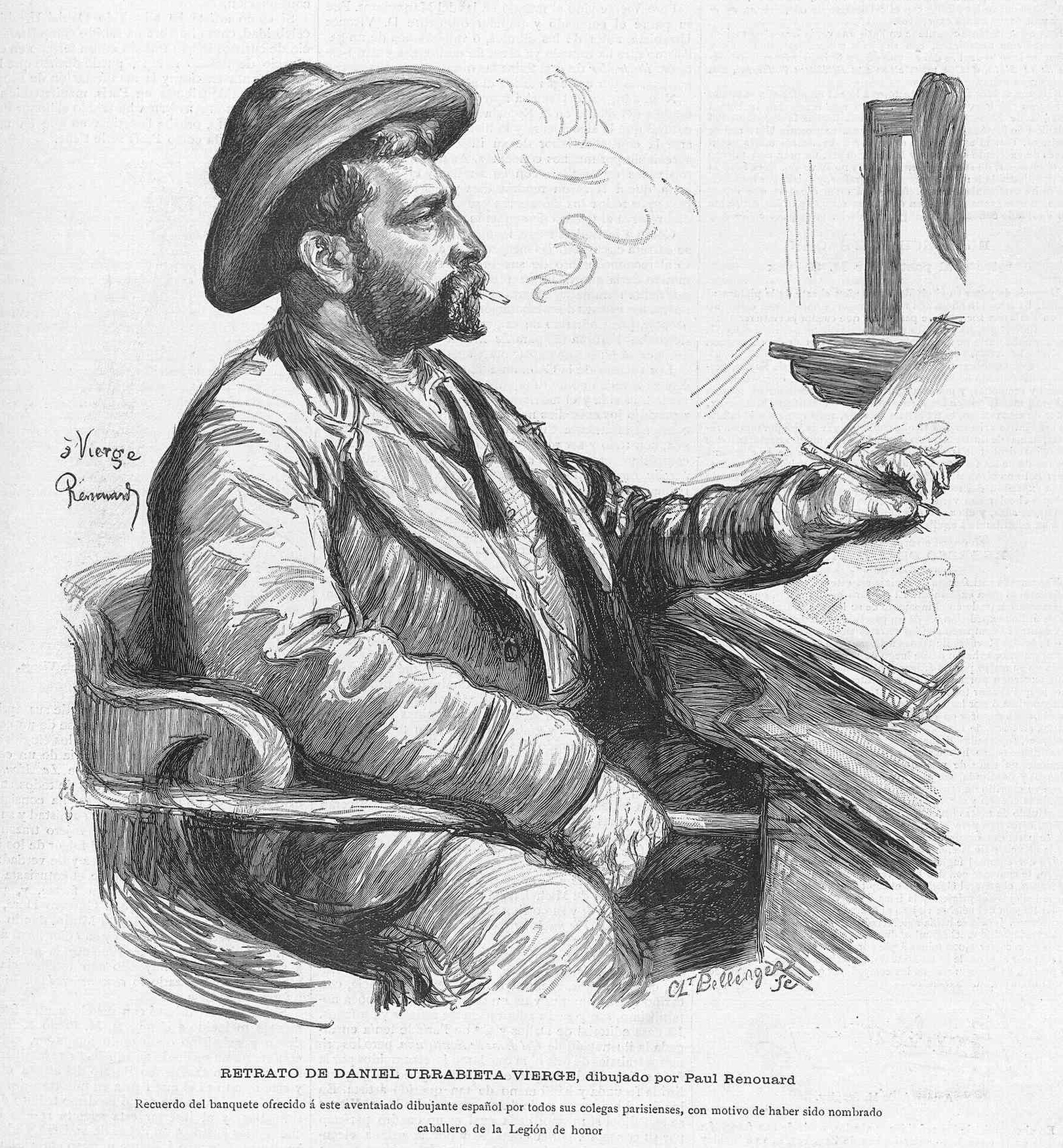
Daniel Vierge par Paul Renouard, gravure sur bois de Bellenger (1890).

Dernier d'une fratrie de graveurs qui compte Albert Bellenger (1846-1914) et Georges Bellenger (1847-1918) également peintre et lithographe, et avec lequel il ne faut pas le confondre, Clément Bellenger fut le graveur sur bois attitré du dessinateur espagnol Daniel Vierge, qui l'introduit auprès de l'équipe de la revue illustrée espagnole La Ilustración Artística.
Il participe à la gravure des dessins de Vierge destinés aux parutions en feuilletons des Misérables de Victor Hugo, mais aussi de L'Homme qui rit, Les Travailleurs de la mer. Il contribue également à une partie de l'édition illustrée de L'Histoire de France de Jules Michelet.
En 1895, il présente au Salon des artistes français, une suite de bois toujours d'après Vierge, destinée à l'ouvrage Le Cabaret des Trois-Vertus.
En 1896, l'éditeur Édouard Pelletan le choisit parmi d'autres graveurs sur bois pour lancer sa maison d'édition : il exécute alors un gros travail sur les dessins de Louis Dunki, et participe à la revue L'Estampe et l'affiche lancée par ce même éditeur.
Sa mort prématurée en juillet 1898 l'empêche de terminer de nombreux projets. Son frère Georges fut alors recruté par Pelletan.
Il eut entre autres comme élève le Suisse Maurice Baud.

## Principaux ouvrages illustrés
- Jules Michelet, François 1er et Charles-Quint : 1515-1547, sixième édition, [S.l.], [1887].
- André Theuriet, La Vie rustique, dessins de Léon Lhermitte gravé sur bois par Bellenger, Paris, H. Launette, 1888 — reprint Librairie Charles Tallandier, 1899 sur Gallica
- Émile Bergerat, L'Espagnole, illustrations de Daniel Vierge, gravées sur bois par Clément Bellenger, Paris, L. Conquet, 1891.
- Félix Pyat, Le Chiffonnier de Paris : grand roman dramatique, Paris, Arthème Fayard, [1892].
- Clovis Hughes, Paris vivant. Le Journal, préface d'Henri Bouchot, avec des dessins d'Auguste Gérardin, Auguste Lepère, L. Mouligné, Louis Tinayre, gravés par Bellenger, Eugène Dété, Lepère, F. Noël, Henri Paillard, Julien Tinayre, Société artistique du livre illustré, 1890 — sur Gallica
- Saint-Juirs [René Delorme], Le Cabaret des trois-vertus, préface de José-Maria de Heredia, dessins de Daniel Vierge gravés par Bellenger, Paris, C. Tallandier, 1896
- Hégésippe Moreau, Petits Contes à ma sœur, 63 dessins de Louis Dunki gravés par Bellenger, Paris, Édouard Pelletan éditeur, 1896
- Beaumarchais, Le Barbier de Séville et Le Mariage de Figaro, dessins de Vierge gravé sur bois par Bellenger, Paris, Édouard Pelletan éditeur, 1896 [?]
- Alfred de Vigny, Servitude et grandeur militaires, 135 dessins de Louis Dunki gravés par Bellenger, 2 vol., Paris, Édouard Pelletan éditeur, 1897-1898
- Marcel Charlot, Paysages et paysans : petites géorgiques, orné de 20 compositions de L. Lhermitte ; gravées sur bois par Cl. Bellenger, Paris, C. Tallandier, [1898].